# Gösta Neovius
Theodor Gösta Neovius, född 27 oktober 1921 i Adolf Fredriks församling i Stockholm, död 5 augusti 2002 i Hägerstens församling i Stockholm, var en svensk ingenjör.

## Biografi
Gösta Neovius var son till köpmannen Theodor Neovius och teckningsläraren Elin Fris. Efter militärtjänst i signaltrupperna läste Gösta Neovius till civilingenjör på KTH. Han fortsatte med doktorandstudier inom filterteori under professor Torbern Laurent. Dessa avslutades inte eftersom Neovius valdes ut som en av de fem ”grabbarna”, unga lovande ingenjörer och matematiker som fick stipendium för att studera datorutvecklingen i USA i slutet av 1940-talet. Stig Ekelöf var en av initiativtagarna och ingick i kommittén som valde ut stipendiaterna.
Efter inledande studier på MIT fick Neovius arbeta på Harvard under en professor Caldwell med en av Vannevar Bushs analogimaskiner, vilken han uppfattade som en föråldrad teknisk återvändsgränd för beräkningsmaskiner, vilket han också skrev till Torbern Laurent i ett brev hem till Sverige. Brevets innehåll spreds och Stig Ekelöf uppskattade inte Neovius negativa inställning till analogimaskiner då han samtidigt sökt pengar för att bygga en egen analogimaskin på Chalmers, och Ekelöf skall därför enligt Neovius själv ha skällt ut honom för detta inlägg.
Neovius förflyttades efter detta till att arbeta med Göran Kjellberg under professor Howard Aikens ledning på Harvard. De fick stipendiet förlängt och under den tiden lyckades Neovius få additionskretsarna till Harvard Mark III att fungera.
Hemkommen från USA började han tillsammans med Conny Palm och Kjellberg på matematikmaskinnämnden (MMN). De stod bakom konstruktionen av Sveriges första dator BARK (binär aritmetisk reläkalkylator). Neovius var chefskonstruktör och stod bland annat bakom konstruktionen av den multiplikator för 32-bitars flyttal som användes i maskinen. BARK invigdes av kronprinsen, blivande kungen Gustaf VI Adolf den 28 april 1950. Erik Stemme anslöt senare till MMN som chefskonstruktör för BESK (binär elektronisk sekvenskalkylator) tillsammans med Gösta Neovius, Germund Dahlquist, Olle Karlqvist, Göran Kjellberg och Arne Lindberger.
Conny Palm avled i december 1951 och Neovius blev tillförordnad chef fram till våren 1953 då han anställdes av LM Ericsson. På Ericsson arbetade han med koordinatväljare och järnvägssignalsystem. Han var sedan med i uppstarten av Ellemtel som chef för abonnentväxelavdelningen där man utvecklade abonnentväxeln Ericsson MD110. Han återgick därefter till Ericsson som chefredaktör för Ericsson Review från 1980 fram till pensioneringen år 1986.
Neovius gifte sig med fil.lic. Anne-Mari, född Rasmuson, före avresan till USA, vilket underlättade för dem att åka tillsammans. Ett år efter hemkomsten kom det första av de fyra barnen, Gunnar, Anna, Lennart och Erik.